# Kruševo (Brestovac)
Kruševo je naselje u Republici Hrvatskoj u Požeško-slavonskoj županiji, u sastavu općine Brestovac.

## Zemljopis
Kruševo je smješteno oko 26 km sjeverozapadno od Brestovca, na obrnocima planine Papuk istočno od ceste Kamenska - Voćin.

## Stanovništvo
Prema popisa stanovništva iz 2011. Kruševo nije imalo stanovnika.
| broj stanovnika | 102   | 118   | 144   | 171   | 191   | 229   | 215   | 246   | 65    | 63    | 44    | 29    | 17    | 17    | 1     |       |       |
|                 | 1857. | 1869. | 1880. | 1890. | 1900. | 1910. | 1921. | 1931. | 1948. | 1953. | 1961. | 1971. | 1981. | 1991. | 2001. | 2011. | 2021. |